# Ricardo Fastlicht
Ricardo Fastlicht (Ciudad de México, México; 16 de diciembre de 1974) es un actor y comediante mexicano. Se dio a conocer en Amor mío, versión mexicana de la serie argentina del mismo nombre, en la que actuó junto a Raúl Araiza. Actualmente participa en el programa de televisa "Me caigo de risa". Está casado con su pareja Liz, con quien contrajo nupcias en el 2012.

## Filmografía

### Telenovelas
- Perdona nuestros pecados (2023) - Lamberto Montero.
- La madrastra (2022) - Francisco "Pancho" Núñez[1]
- Por amar sin ley (2018) - Sr. Méndez
- El bienamado (2017) - Trevor
- Antes muerta que Lichita (2015) - Elías Merchant
- De que te quiero, te quiero (2013-2014) - Luis "Chato" Reynoso
- Porque el amor manda (2012-2013) - Ricardo Bautista
- Amorcito corazón (2011-2012) - Lic. Cecilio Monsalve
- Para volver a amar (2010) - Plinio
- Atrévete a soñar (2009-2010) - Paulo
- Un gancho al corazón (2008-2009) - Marcos Bonilla
- Al diablo con los guapos (2007-2008) - Paolo

### Series
- Está libre (2024) - Invitado
- El príncipe del barrio (2023) - Invitado[2]
- Simón dice (2018-2019) - César
- Como dice el dicho (2011)
- Los simuladores (2009) - Zapata
- Amor mío (2006-2008) - Felipe Solano
- La escuelita VIP (2004) - Fantasma/Veterinario
- La Casa de la risa (2003-2006) - Varios

### Programas de TV
- Tal para cual (2022) - Juez[3]
- Me caigo de risa (2014-2015, 2018-presente)

### Cine
- El candidato honesto (2024) - Diputado PEC Verde[4]
- Me vuelves loca (2023) - Psiquiatra[5]
- Leona (2018) - Moisés[6]